# دان آدامز
دان آدامز (بالإنجليزية: Dan Adams)‏ هو لاعب كرة قاعدة أمريكي، ولد في 19 يونيو 1887 في سانت لويس في الولايات المتحدة، وتوفي في 6 أكتوبر 1964.

## وصلات خارجية
- دان آدامز على موقعبيزبول رفرنس.كوم (الدوري الرئيسي) (الإنجليزية)
- دان آدامز على موقعبيزبول رفرنس.كوم (الدوري الثانوي) (الإنجليزية)
- دان آدامز على موقع إي إس بي إن.كوم (أم.أل.بي) (الإنجليزية)
- دان آدامز على موقع مشجعي الرسوم البيانية (الإنجليزية)